# Szczepanowo (gromada)
Szczepanowo – dawna gromada, czyli najmniejsza jednostka podziału terytorialnego Polskiej Rzeczypospolitej Ludowej w latach 1954–1972.
Gromady, z gromadzkimi radami narodowymi (GRN) jako organami władzy najniższego stopnia na wsi, funkcjonowały od reformy reorganizującej administrację wiejską przeprowadzonej jesienią 1954 do momentu ich zniesienia z dniem 1 stycznia 1973, tym samym wypierając organizację gminną w latach 1954–1972.
Gromadę Szczepanowo z siedzibą GRN w Szczepanowie utworzono – jako jedną z 8759 gromad na obszarze Polski – w powiecie mogileńskim w woj. bydgoskim, na mocy uchwały nr 24/9 WRN w Bydgoszczy z dnia 5 października 1954. W skład jednostki weszły obszary dotychczasowych gromad Szczepanowo, Szczepanowo Leśne i Szczepankowo (bez osady Błonie) ze zniesionej gminy Pakość w powiecie mogileńskim oraz wieś Białe Błota z dotychczasowej gromady Szeroki Kamień ze zniesionej gminy Barcin w powiecie szubińskim w tymże województwie. Dla gromady ustalono 17 członków gromadzkiej rady narodowej.
Gromadę zniesiono 31 grudnia 1961, a jej obszar włączono do gromady Mokre w tymże powiecie.